# Паасиа, Каарло
Каарло Кустаа Паасиа (фин. Kaarlo Kustaa Paasia; 28 августа 1883, Валкеакоски, Або-Бьёрнеборгская губерния — 19 декабря 1961, Наантали, Турку-Пори) — финский гимнаст, бронзовый призёр летних Олимпийских игр 1908 года.
На Играх 1908 года в Лондоне Паасиа участвовал только в командном первенстве, в котором его сборная заняла третье место.